# Terence West
Terence Henry „Terry“ West (* 19. September 1939 in Camberwell) ist ein ehemaliger britischer Radrennfahrer.

## Sportliche Laufbahn
West war im Straßenradsport aktiv und Teilnehmer der Olympischen Sommerspiele 1964 in Tokio. Im olympischen Straßenrennen wurde er beim Sieg von Mario Zanin als 26. klassiert. 
1963 wurde er Dritter in der Tour of the Cotswolds (wie auch 1965) und im Manx International (dem damals bedeutendsten Eintagesrennen in Großbritannien) hinter dem Sieger Ken Hill. In der Tour of Britain belegte West den 41. Rang. 1964 wurde er beim Sieg von Arthur Metcalfe Dritter in diesem Etappenrennen. 1963 (ausgeschieden), 1964 (23. Platz), 1965 (40. Platz)  startete bei den UCI-Straßen-Weltmeisterschaften in den Einzelrennen.